# ARAF
La serina/treonina cinasa protooncogénica A-Raf (ARAF) es una enzima codificada en humanos por el gen HGNC ARAF . Es una enzima cinasa perteneciente a la familia las serina/treonina proteína cinasas no específicas (EC 2.7.11.1).

## Interacciones
La proteína ARAF ha demostrado ser capaz de interaccionar con:
- RRAS[2][3]
- TIMM44[2][3]
- TH1L[2][4]
- MAP2K2[5]
- PRPF6[2][3]
- EFEMP1[2]